# Karolinska Institutet
Karolinska Institutet (KI, ursprungligen Kongl. Carolinska medico-chirurgiska institutet), är ett svenskt statligt universitet i Stockholm. Universitetet omfattar endast en fakultet, den medicinska.
I Sverige står KI för den enskilt största andelen av den medicinska akademiska forskningen och har det största utbudet av medicinska utbildningar. Det rankades som det främsta svenska lärosätet och 38:e främsta lärosätet i världen i Times Higher Educations rankning av världens främsta lärosäten 2018.
Sedan 1901 utser Nobelförsamlingen vid Karolinska Institutet mottagare av Nobelpriset i fysiologi eller medicin. Ett campus ligger intill Karolinska universitetssjukhuset, Solna (se Campus Solna) och ett i Flemingsberg (se Campus Flemingsberg) vid Karolinska universitetssjukhuset, Huddinge och Novum Forskningspark. Karolinska Institutet har också institutioner vid Danderyds sjukhus och Södersjukhuset. Annika Östman Wernerson utsågs till blivande rektor 16/02/23 och tillträdde 01/03/23 tillsammans med prorektor Martin Bergö

## Historik
Karolinska Institutet grundades 1810 i Stockholm på initiativ av kung Karl XIII, bland annat som ett led i att utbilda fler fältskärer (se även kirurgie magister) för att öka den svenska krigsberedskapen. Bland dem som deltog i inrättandet av KI fanns Jacob Berzelius vars forskning inom kemin lade grunden till det nybildade universitetets naturvetenskapliga profil. År 2010 firade Karolinska Institutet 200-årsjubileum.
År 1663 tillkom Collegium medicum, vilket var en svensk läkarorganisation med ändamål att verka för hög standard inom läkarkåren, tillvarata dess intressen och motarbeta kvacksalvare och charlataner. Syftet var även att vara en undervisnings- och prövningsanstalt och genom förnyade stadgar av 1684 och 1688 ålades kollegiet undervisningsskyldighet i anatomi, botanik och farmaci samt erhöll rättighet och skyldighet att låta varje "doctor medicus, som ville blifva practicus i Stockholm, provincial- eller stadsläkare" genomgå en examen practicum. Undervisning i nämnda ämnen, liksom i kemi och obstetrik, bedrevs sedermera vid kollegiets skola, åtminstone tidvis, dels av kollegiets ledamöter, dels av särskilda lärare, då vissa statsanslag började tilldelas till skolan i början av 1680-talet. Den första professuren inrättades 1716 i anatomi, men denna var i huvudsak vakant och undervisningen bedrevs i stället av kollegiets assessorer fram till 1756, då lön på fast stat anslogs för lärostolen.
Under Sveriges krig i utlandet hade det alltid varit brist på fältskärer. Dels hade man tvingats anlita utlänningar, mest tyskar, dels hade man 1789 och 1808 inrättat tillfälliga undervisningsanstalter för utbildning av underläkare för arméerna. Under 1808–09 års krig tvingades man snabbutbilda en del ynglingar, vilka med mycket små kunskaper och ännu mindre erfarenhet sändes som underläkare ut i kriget. Detta ledde till att den framstående läkaren Eric Carl Trafvenfelt vid 1809 års riksdag föreslog att ett institut skulle inrättas, vid vilket skulle utbildas läkare med lägre kompetens, vilka efter en tvåårig kurs kunde användas som underläkare i fält och vilka sedan, om tillfälle gavs dem, kunde fortsätta sina medicinska studier. Trafvenfelt nämnde i sitt förslag på liknande institut i andra länder som förebild (det militärmedicinska läroverket Pepinière i Berlin, stiftat 1795, en liknande anstalt i Sankt Petersburg, stiftad 1798). Ständerna anslog med anledning av hans förslag 3 000 riksdaler banko till ett institut för fältläkarutbildning och samtidigt 1825 riksdaler banko till ett garnisonssjukhus. Den 24 maj 1810 tillsattes för behandling av denna och en del andra medicinska frågor en kunglig kommitté, som i utlåtande 9 juli 1810 föreslog bland annat följande: ett institut till danande av fältläkare och ett med institutet förenat garnisonssjukhus bör inrättas i Stockholm; för detta ändamål bör, förutom de redan befintliga professurerna, två nya inrättas, den ena i de teoretiska delarna och den andra i utövningen av såväl utvärtes som invärtes läkarvetenskapen; practices professorn, som bör god erfarenhet av fältsjukvård, skall bedriva sjukvård vid det föreslagna garnisonssjukhuset och där undervisa institutets elever särskilt rörande de sjukdomar, som är vanligast i fält; efter fullgjord kurs avläggs examen, och om denna godkänns, förklaras eleven av Collegium medicum för chirurgiæ studiosus och kan sedan erhålla förordnande som underläkare i fält. Den 17 november 1810 förklarade Sverige krig mot England. Frågan om det föreslagna institutet blev därför nu brännande, och kommittén ingav 8 december 1810 en ny skrivelse i ämnet.

### Stiftandet
Den 13 december 1810, vilken dag kan betraktas som Karolinska institutets egentliga stiftelsedag, beslöt Kungl. Maj:t, att ett "institut till danande av skickliga fältläkare" skulle inrättas och att de två föreslagna professurerna skulle tillsättas. Den 14 februari 1811 förordnades Erik Gadelius och Carl Fredrik Weltzin att vara, den förre professor i teoretisk medicin och den senare professor i praktisk medicin vid Institutet för fältläkares danande, den senare blev även överfältläkare vid Stockholms garnison. I kunglig förordning av 13 december 1810 nämns inte något om att de förutvarande professurerna i Stockholm skulle tillhöra det nya institutet. I de officiella kalendrarna för 1812 och 1813 är också endast Gadelius och Weltzin upptagna som professorer vid Medico-chirurgiska institutet, såsom det då kallades. Det nya institutets elever undervisades dock även av professorerna i anatomi och i farmaci, vilkas undervisning, såsom förut nämnts, stod öppen för både medicine och kirurgie studerande. I Collegium medicums protokoll för 1811 räknas anatomie professor Anders Johan Hagströmer och farmacie professor Jöns Jacob Berzelius som professorer vid det nya institutet.
Det nya institutets elever skulle få sin medicinska utbildning vid ett garnisonssjukhus. I början avsågs att för undervisningen tills vidare skulle upplåtas Andra livgardets (sedermera Göta livgardets) sjukhus, men redan 1811 öppnades ett provisoriskt garnisonssjukhus i en f.d. kasern på Kungsholmen (det nya, 1812 beslutade Garnisonssjukhuset, blev färdigt först 1834). Den 25 april 1811 bestämdes genom ett kungligt brev, att en direktion för Garnisonssjukhuset skulle tillsättas, vilken direktion skulle utgöras av ett antal officerare, en assessor i Collegium medicum och institutets två professorer.
I juni 1811 lät Collegium medicum införa en annons i tidningarna om att ynglingar, som vid skolor, gymnasier eller akademier inhämtat kunskap i språken och nödiga vetenskaper och var intresserade att utbilda sig till underläkartjänster, skulle erhålla fri undervisning och dagtraktamente av 16 skillingar banko, samt att föreläsningarna skulle börja 1 juli. Den 17 juni 1811 utfärdade Collegium medicum en instruktion för undervisningen vid institutet, varav framgick, att eleverna borde inhämta grunderna i anatomi, diagnostik och terapi, varefter de skulle examineras av professorerna under kontroll av kollegiet för att sedan utsändas som underläkare i fält. Den 1 juli 1811 antogs institutets nio första elever. Åren 1811–12 fortgick undervisningen huvudsakligen efter denna plan.
År 1813 utvidgades institutet högst väsentligt och fick betydligt större uppgifter. I det kungliga brevet av 27 januari 1813, varigenom Collegium medicum förändras till Sundhetskollegium, heter det bland annat:
| ” | för att befria Sundhetscollegium från göromål, hvilka upptaga tid och tjänligare af andra kunna bestridas, och för att vinna en sammanstämning mellan de flera här i staden varande undervisningsverk i den inre och yttre läkarekonsten samt i synnerhet för att gifva åt Medico-chirurgiska institutet mera fullkomlighet och verksamhet hafva vi beslutat: 1) att de redan här inrättade professurer, nämligen anatomiæ och chirurgiæ, artis obstetriciæ samt chemiæ och pharmaciæ... böra anses såsom lärare vid Medico-chirurgiska institutet; 2) medicinæ theoretices och practices professorerna vid själfva institutet förblifva vid den befattning, som dem redan är uppdragen;... 4) collegium behåller ... öfverinseendet vid institutet ..., men alla examina, som hittills blifvit anställda vid Collegii medici sessioner, komma hädanefter att förrättas af vederbörande professorer... 6) Serafimerordenslasarettet skall vara tillgängligt för institutets elever... | „ |

Först 6 december 1815 fastställde Kungl. Maj:t reglemente för Medico-chirurgiska institutet, enligt vilket ändamål var att "undervisa i läkarekonstens såväl teoretiska som praktiska delar med särdeles afseende på tilldanande af läkare för armén och flottorna". Enligt detta reglemente skulle vid institutet finnas sex professorer med var sin adjunkt, nämligen i naturalhistoria, i kemi, i anatomi, i obstetrik, i teoretisk medicin och kirurgi, i praktisk medicin och kirurgi. De två sistnämnda professorerna undervisade på Garnisonssjukhuset, den förre i patologisk anatomi vid obduktionerna, den senare i klinisk medicin och kirurgi.
1816 inköptes Kungsholmens glasbruk och lokaler för undervisning började iordningställas där, 1817 kunde undervisningslokalerna tas i bruk.

### Utvecklingen under 1800-talet
Den 11 december 1822 fick institutet åter nytt reglemente. I början av detsamma heter det:
| ” | Wi Carl Johan etc. göre veterligt, att, som egentliga föremålet med ... institutet varit, att genom undervisning derstädes uti läkarekonstens så väl teoretiska som praktiska delar tilldana skickliga läkare för armén och flottorna, och ett sådant ändamål nu blifvit uppfylldt, samt då under inrättningens fortgång erfarenheten ådagalagt nyttan däraf, att institutet i förening med härvarande sjukhusinrättningar må erhålla en sådan organisation, att pålitliga och tillvande praktiska läkare för alla grenar af medicinalverket till statens tjänst vid samma institut kunna danas, alltså... | „ |

Trots dessa ord är förändringarna i det nya reglementet obetydliga, och institutets uppgift att främst vara ett militär-medicinskt läroverk framgick fortfarande av stadgarna. Så stadgas till exempel nu bestämt, att professorn i praktisk medicin och kirurgi skall samtidigt vara överfältläkare vid Stockholms garnison (vilket han även tidigare varit, även om det inte var infört i 1815 års reglemente), samt att adjunkten i samma ämne skall vara överläkare vid Garnisonssjukhuset; vidare bestäms viss militärläkartjänstgöring såsom kompetens för professuren och adjunkturen i fråga. Professorn i praktisk medicin och kirurgi skall hålla kliniska föreläsningar vid Garnisonssjukhuset. Som ett nytt stadgande märks, att en av professorerna utnämns, på förslag av Sundhetskollegium, som fortfarande är institutets överstyrelse, till institutets inspektor (Hagströmer hade redan 1816 utsetts till inspektor). Ingen fick nu bli elev vid institutet utan att vid något av rikets universitet ha avlagt mediko-filosofisk examen. Angående de vid institutet avlagda examina gällde i huvudsak 1815 års stadgar. Bestämmelsen om institutets skyldighet att i händelse av krig avbryta den vanliga undervisningen för att utbilda underläkare för armén kvarstod. År 1828 tillkom för alla läkare, såväl medicine doktorer som kirurgie magistrar, vilka önskade kompetens till offentlig lärar- och läkarbefattning, en ny examen, bestående däri, att vederbörande skulle inför Sundhetskollegium avlägga praktiskt prov på skicklighet att i den medicinska ämbetsutövningen använda och tillämpa sin kännedom i medicina legalis och politia medica. Detta s.k. ämbetsprov avlades sålunda inför Sundhetskollegium, och det medicinska ämbetsverket blev på så vis återigen en examensinrättning.
Sambandet mellan institutet och Garnisonssjukhuset upplöstes 
småningom; 1828 bestämdes, att adjunkten i praktisk medicin ej längre 
skulle vara överläkare vid Garnisonssjukhuset, och 1829 befriades 
professorn i samma ämne från överfältläkartjänsten. Slutligen bestämdes 
det 30 december 1835, att professurerna i praktisk medicin och kirurgi 
samt i teoretisk medicin och kirurgi skulle förändras till en professur i
medicin och en professur i kirurgi, och att dessa professurer, om 
tillfälliga hinder ej förelåg, skulle vara förenade, den förra med 
överläkarens och den senare med överkirurgens befattning vid 
Serafimerlasarettet. Härigenom förlades den medicinska och kirurgiska 
kliniska undervisningen i sin helhet till Serafimerlasarettet; den 
kliniska undervisningen, som vid sistnämnda lasarett alltifrån 1753 
(1802) ägt rum, hade förut varit alldeles fristående och utan samband 
med de egentliga undervisningsanstalterna.
Alltifrån mitten av 1820-talet rasade under 50 år en häftig strid 
mellan de medicinska fakulteterna vid universiteten och institutet 
angående den medicinska undervisningen. Fakulteterna ansåg, att 
institutet gjorde intrång i deras rättigheter, och det kraftigt växande 
institutet kände sig klavbundet genom sina stadgar, vilka medförde, att 
detsamma endast i ringa mån (huvudsakligen genom tredje examen, som 
avlades av medicine doktorer) deltog i utbildningen av läkare. Striden var särskilt bitter eftersom båda parterna ansåg sig strida för sin tillvaro. Det såg också länge ut, som om endera parten måste gå under, men striden slutade, som så ofta, genom en kompromiss. Den 26 april 1861 bestämdes, att institutet skulle 
med medicinska fakulteterna i Uppsala och Lund
delta i läkarbildningen, vid huvudstadens kliniska inrättningar bedriva
den huvuddelen av den praktiska undervisningen såväl i medicin som i 
kirurgi samt i likhet med nämnda fakulteter ha rätt att anställa medicine licentiatexamen
(vilken medför rättighet att legitimeras som läkare): att institutet, 
som tidigare varit underställt Sundhetskollegium, skulle ställas under 
överstyrelse av kanslern för Uppsala universitet; att den som önskade 
inskrivas vid institutet, skulle vid något av universiteten ha avlagt medicine kandidatexamen och efter densamma fullgjort viss tjänstgöring vid universitetsklinikerna. Samtidigt stadgades, att kirurgie magisterexamen och den 1828 införda ämbetsexamen
skulle upphöra; institutet befriades även från sin skyldighet att i 
krigstid avbryta sin undervisning för att utbilda underläkare för armén.
Institutet hade sålunda erhållit jämlikhet med fakulteterna, och först 
nu var den 1797 beslutade föreningen mellan medicin och kirurgi 
genomförd.
Striden med fakulteterna var dock ännu ej utkämpad; efter ett kort 
stillestånd återuppflammade den och slutade, först då institutet i sina 
stadgar av 18 november 1874 erhöll rätt att anställa såväl medicine 
kandidat- som medicine licentiatexamen samt även rätt att bedöma 
avhandlingar, som vid institutet försvarats för erhållande av medicine 
doktorsgrad (själva utdelandet av doktorsgraden förbehölls dock åt 
fakulteterna). Stadgarna av 1861, 1874 och 1886 innehöll bestämmelser om
undervisningen vid de under årens lopp tillkomna institutionerna och 
klinikerna. Institutet organiserades i närmaste överensstämmelse med 
statsuniversiteten och med dessas medicinska fakulteter. I 1886 års 
stadgar är namnet inspektor på lärarkollegiets ordförande utbytt mot 
namnet rektor.

### 1900-talet – Likställdhet med de medicinska fakulteterna

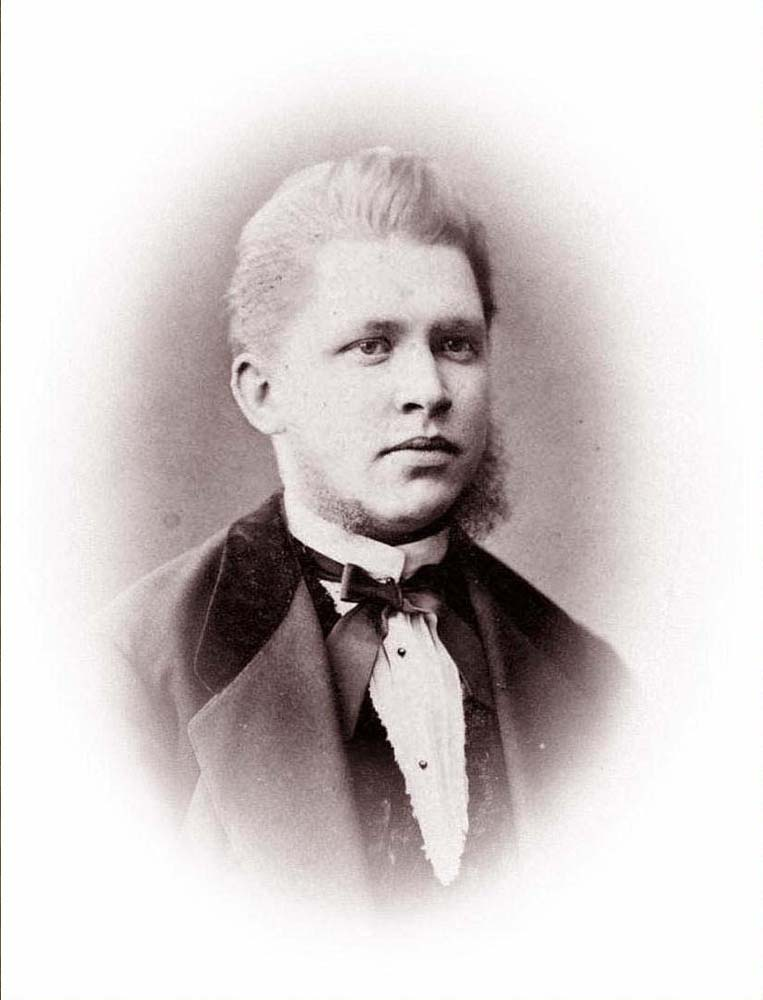
Stoftet efter den ensamme änkemannen August Theodor Anderson (1850–1906) på Drottninggatan
omhändertogs till medicinsk forskning av Karolinska institutet på
Kungsholmen enligt den speciella kolumnen "KI" i Stockholms dåtida begravningsböcker.

Karolinska Institutet erhöll 1900 genom inrättandet av Nobelstiftelsen uppdraget att utdela Nobelpriset i fysiologi och medicin. Den 16 februari 1906 erhöll institutet rätt att utdela medicine doktorsgrad. Enligt stadgar utfärdade 27 november 1908 avskaffades den medicinska filosofiska examen, som skulle avläggas vid universiteten, innan de medicinska studierna fick påbörjas. Det enda direkta samband, som institutet nu hade med fakulteterna, var, att institutets elever efter avlagd medicine kandidatexamen skulle tjänstgöra sex månader vid universitetsklinikerna; å andra sidan måste fakulteternas lärjungar fullgöra större delen av sina tjänstgöringar vid institutets kliniker. Den 13 juni 1923 fullbordades genom kungligt brev institutets utvidgning till en fullständig medicinsk fakultet. De 
studerande, som vid institutet avlade medicine kandidatexamen, behövde efter 1 mars 1924 ej såsom förut genomgå den fastställda sex månaders 
propedeutiska sjukhustjänstgöring i Lund eller i Uppsala, utan kunde omedelbart fortsätta vid de till institutet för ändamålet nyanslutna sjukvårdsinrättningarna.
Kort efter institutets organiserande inköptes 1816 för detsammas räkning en större tomt vid Hantverkargatan, där efterhand nybyggnader för institutets behov tillkom. Åren 1865–66 uppfördes en byggnad för de patologisk-anatomiska, rättsmedicinska och kemiska institutionerna; 1883–85 uppfördes en byggnad för de anatomiska, histologiska, fysiologiska, hygieniska och farmakologiska institutionerna. Åren 1893–94 företogs en om- och tillbyggnad av de patologisk-anatomiska och kemiska institutionerna. Åren 1909–10 uppfördes en nybyggnad för den farmakologiska institutionen. År 1916 fick den rättsmedicinska institutionen en egen byggnad samt inrättades ett självständigt röntgeninstitut vid Serafimerlasarettet.
Förutom vid dessa nu nämnda på institutets tomt belägna institutioner bedrevs undervisning vid en del av huvudstadens sjukhus. Den kliniska 
undervisningen bedrevs efterhand vid en mängd specialkliniker dels vid Serafimerlasarettet, dels vid Allmänna barnbördshuset, vid Kronprinsessan Lovisas vårdanstalt för sjuka barn, vid Stockholms hospital för sinnessjuka samt vid enskilda avdelningar av Sabbatsbergs sjukhus, av S:t Görans sjukhus och av Maria sjukhus.
Institutets kraftiga utveckling medförde trängsel på kliniker och institutioner. De studerande fick ofta vänta på plats vid inrättningarna, vilket ledde till att undervisningen försvårades undervisningen och examina fördröjdes. År 1919 tillsattes kommitté inom Serafimerlasarettet (med universitetskanslern som ordförande) för att uppgöra förslag till institutets vidgande och förflyttning. Under 1940- och 1950-talen utflyttades verksamheten successivt till Norrbackaområdet i Solna. År 1964 uppgick Tandläkarhögskolan i Stockholm i Karolinska institutet.

## Verksamhet

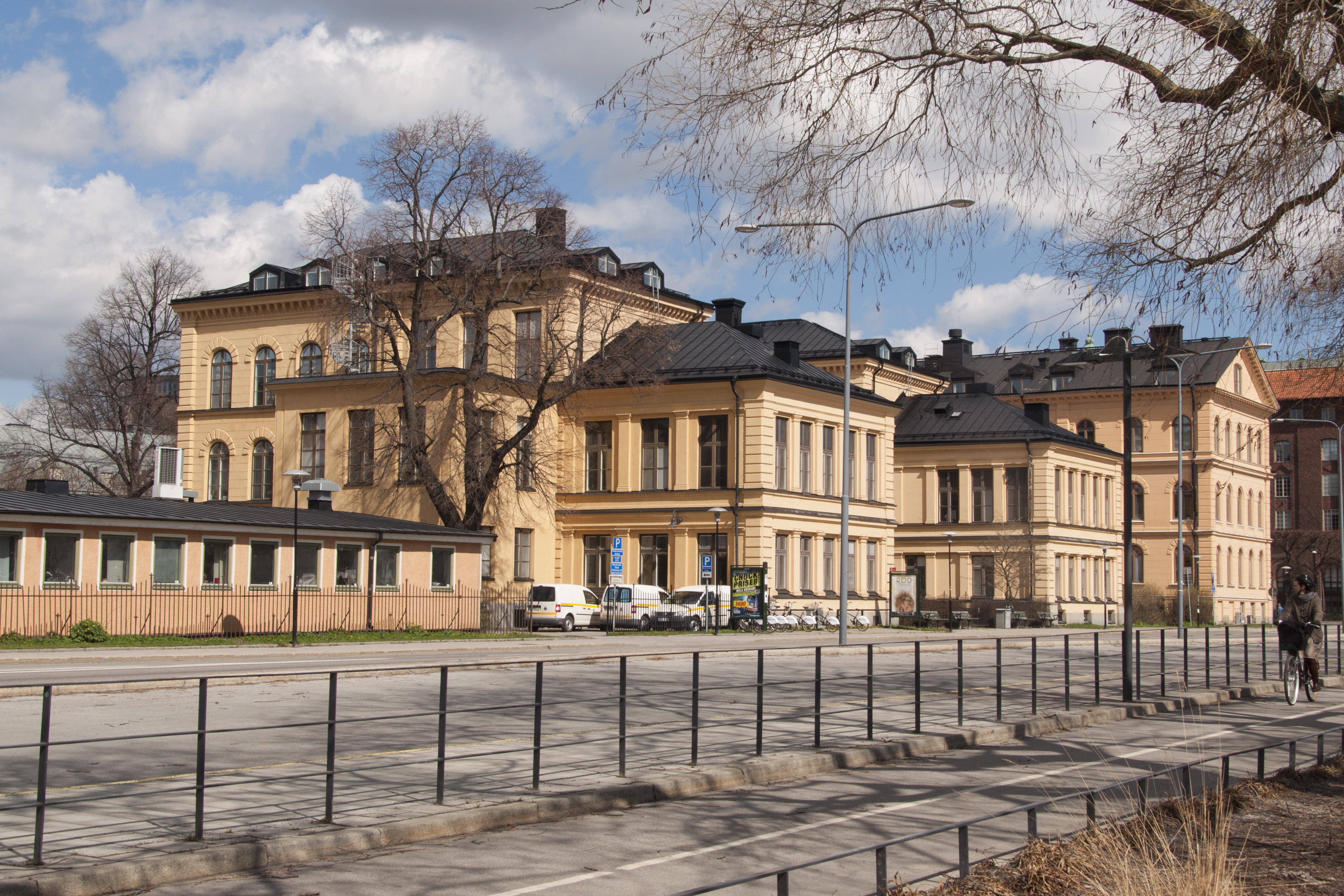
Några av Karolinska Institutets ursprungliga byggnader på sydöstra Kungsholmen. Arkitekt Johan Erik Söderlund, byggmästare Carl Henric Hallström.

Karolinska Institutet är Sveriges största centrum för medicinsk utbildning och forskning, med 30 procent av den medicinska utbildningen och drygt 40 procent av all akademisk medicinsk forskning i landet. Detta motsvarar också Karolinska institutets andel av de totala statliga anslagen till medicinsk forskning; Sverige har alltså valt att koncentrera en stor del av den medicinska forskningen till Karolinska Institutet. Verksamhetsidén är att genom forskning, utbildning och information medverka till att förbättra människors hälsa. 
Karolinska Institutet har närmare 4 000 anställda. Rektor från 2013 till 2016 var Anders Hamsten, professor i kardiovaskulära sjukdomar. Verksamheten är indelad i tre stora områden med var sin styrelse: utbildning, forskarutbildning och forskning. Varje styrelse har en dekanus som ordförande. Karolinska Institutet är i egenskap av universitet att räkna som en statlig myndighet med en politiskt vald högsta styrelse (Konsistoriet). Universitetet har 22 relativt självständiga institutioner som bedriver forskning och utbildning. Därtill finns även ett universitetsbibliotek: Karolinska Institutets Universitetsbibliotek.
Forskningen utgör största delen av KI:s verksamhet (cirka 80 procent) och spänner över ett brett fält; från grundforskning inom molekylärbiologi till folkhälsovetenskap. Genom ett nära samarbete med Stockholms läns landsting bedriver Karolinska institutet en omfattande klinisk forskning. KI samverkar också med en rad framstående lärosäten runt om i världen, både när det gäller forskning och utbyte av studenter.  
Vid Astrid Fagræus laboratorium (KM-F) i Solna bedrivs det djurförsök på bl.a. makaker och det finns möjlighet att göra försök på: kaniner, marsvin, möss, grisar, sorkar, näbbmöss, gräsänder och råttor. En begränsad avelsverksamhet av försöksdjur pågår också och laboratoriet kan tillhandahålla blod, plasma samt serum från kanin, marsvin och apa.
Karolinska Institutet har för närvarande (2008) cirka 2000 forskarstudenter. Varje år disputerar över 300 forskarstudenter vid KI för doktorsexamen. Promotionen sker vid en årlig ceremoni i Stockholms stadshus, där de nya doktorerna får ta emot doktorshatt, ring och diplom som bevis på sin nya värdighet.
Inom medicin och hälsa erbjuder Karolinska Institutet en rad olika utbildningsprogram samt en mängd vidareutbildningar och fristående kurser. Utbildningarna omfattar bland annat dessa områden: arbetsterapeut; audionom; barnmorska; biomedicin; biomedicinsk analytiker; folkhälsovetenskap; logoped; läkare; medicinsk informatik; optiker; psykolog; psykoterapi; röntgensjuksköterska; sjukgymnast; sjuksköterska; tandhygienist; tandläkare; tandtekniker och toxikologi. 

### Institutioner
- Institutionen för biovetenskaper och näringslära
- Institutionen för cell- och molekylärbiologi
- Institutionen för folkhälsovetenskap
- Institutionen för fysiologi och farmakologi
- Institutionen för klinisk forskning och utbildning, Södersjukhuset
- Institutionen för klinisk neurovetenskap
- Institutionen för klinisk vetenskap, intervention och teknik
- Institutionen för kliniska vetenskaper, Danderyds sjukhus
- Institutionen för kvinnors och barns hälsa
- Institutionen för laboratoriemedicin
- Institutionen för lärande, informatik, management och etik
- Institutionen för medicin, Huddinge
- Institutionen för medicin, Solna
- Institutionen för medicinsk biokemi och biofysik
- Institutionen för medicinsk epidemiologi och biostatistik
- Institutionen för mikrobiologi, tumör- och cellbiologi
- Institutet för miljömedicin
- Institutionen för molekylär medicin och kirurgi
- Institutionen för neurobiologi, vårdvetenskap och samhälle
- Institutionen för neurovetenskap
- Institutionen för odontologi
- Institutionen för onkologi-patologi

## Rektorer och prorektorer

### Rektorer
För rektorslängd före 1995, se Karolinska institutets historia#Rektorer
- 1995–2003 Hans Wigzell
- 2004–2013 Harriet Wallberg
- 2013–2016 Anders Hamsten
- 2016– (vakant, vikarierande rektor från 18 februari 2016 Karin Dahlman-Wright)
- Augusti 2017–Februari 2023 Ole Petter Ottersen
- Mars 2023– Annika Östman Wernerson

### Prorektorer
- Januari 2010–Januari 2013 Jan Andersson
- Januari–Februari 2016 Karin Dahlman-Wright (vikarierande rektor februari 2016–juli 2017)
- Mars 2016–December 2016 Henrik Grönberg (vikarierande)
- Januari 2017–Juli 2017 Anders Ekbom (vikarierande)
- Augusti 2017-September 2019 Karin Dahlman-Wright
- September 2019–Februari 2023 Anders Gustafsson (vikarierande)
- Mars 2023– Martin Bergö

## Nobelpriset i medicin
Alfred Nobel utsåg år 1895 Karolinska Institutet att ansvara för utnämningen av Nobelpriset i fysiologi eller medicin. Priset började delas ut 1901. I början skötte Karolinska Institutets lärarkollegium valet av pristagare. Idag träffas valet av den privaträttsliga Nobelförsamlingen vid Karolinska Institutet. Församlingen består av femtio valda ledamöter som är professorer vid Karolinska Institutet.

## Bildgalleri, byggnader (urval)

Äldre byggnader på Campus Solna
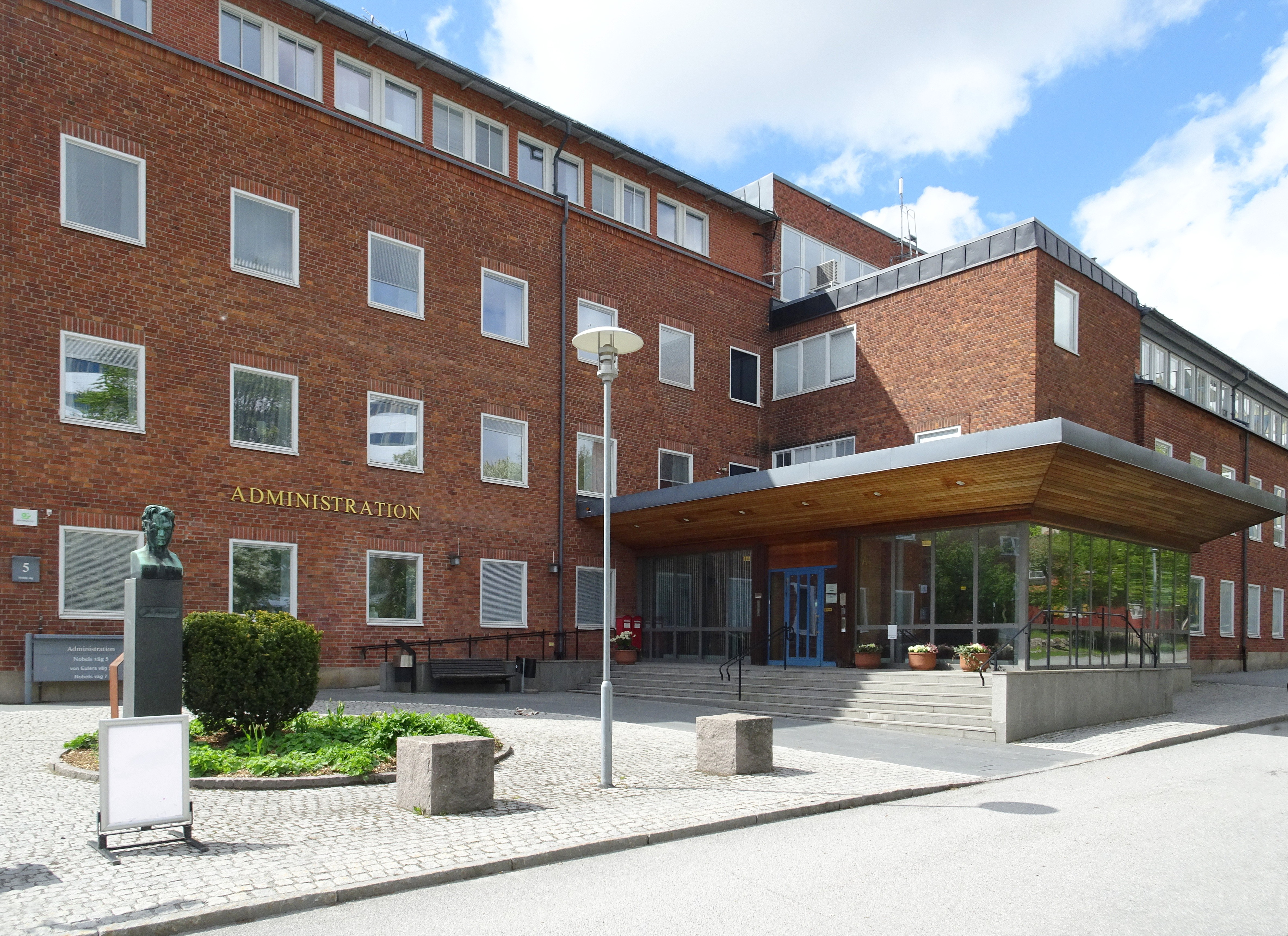
Karolinska Institutets administrationsbyggnad.
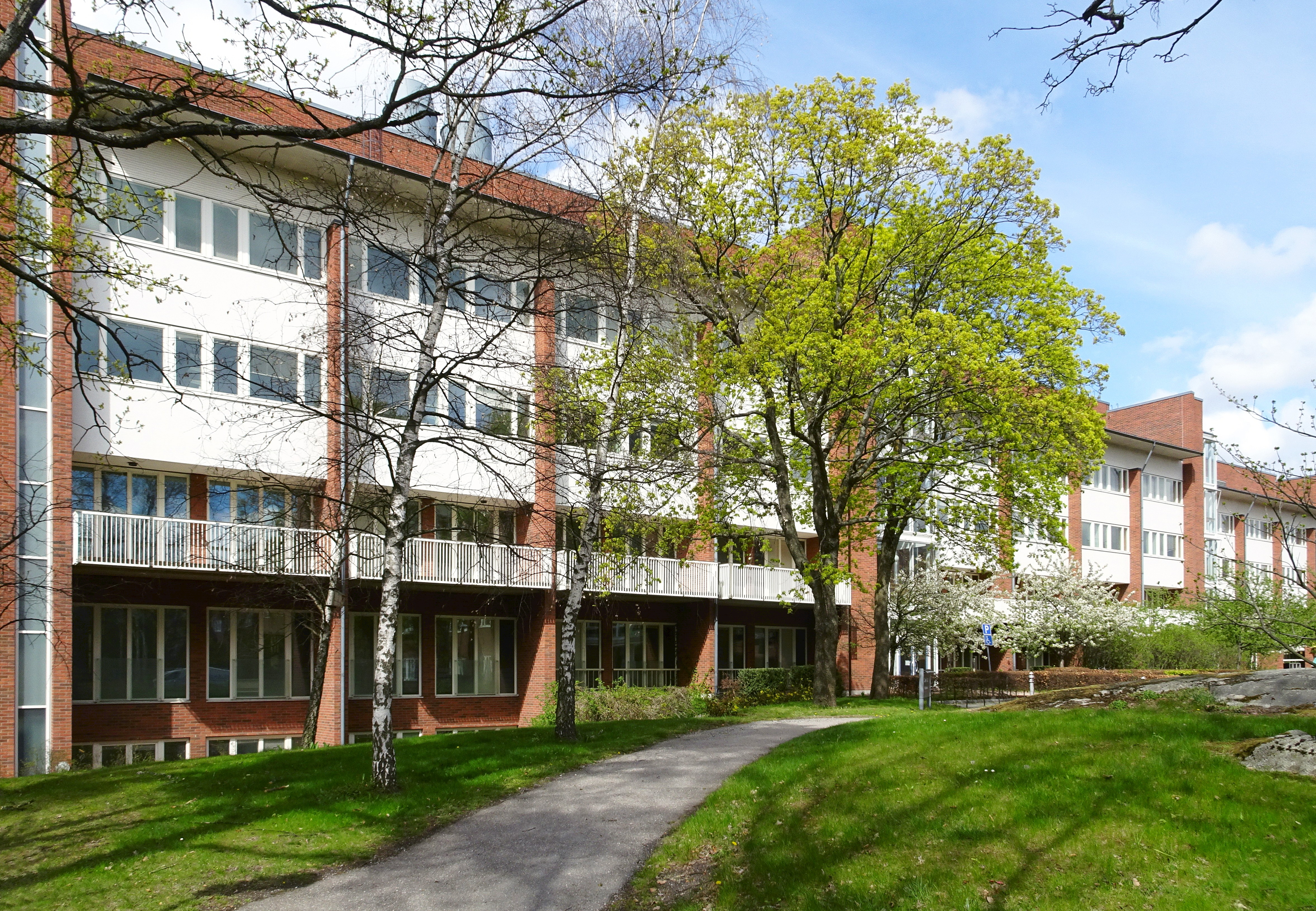
Retziuslaboratoriet.
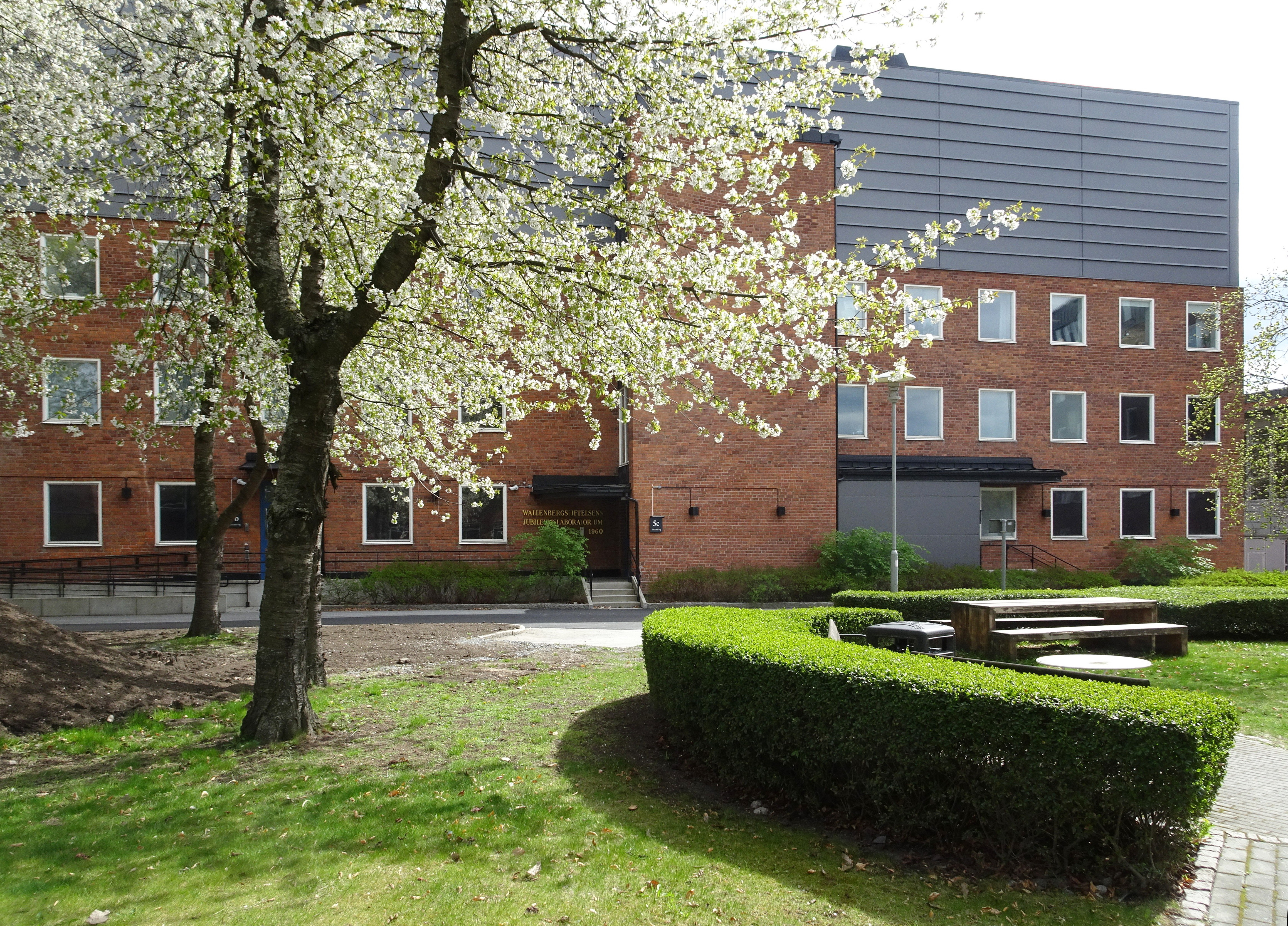
Wallenbergslaboratorium.
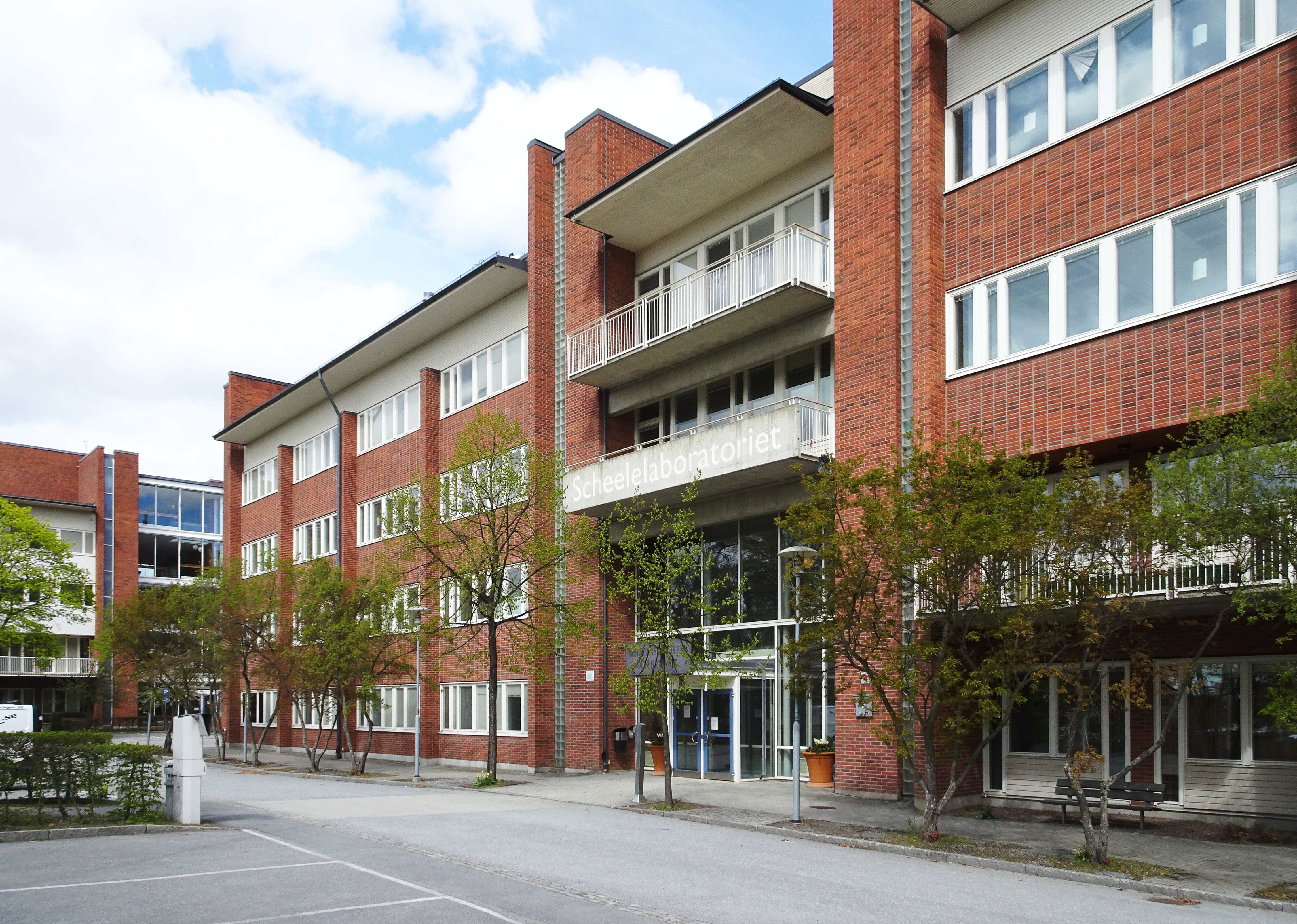
Scheelelaboratoriet.
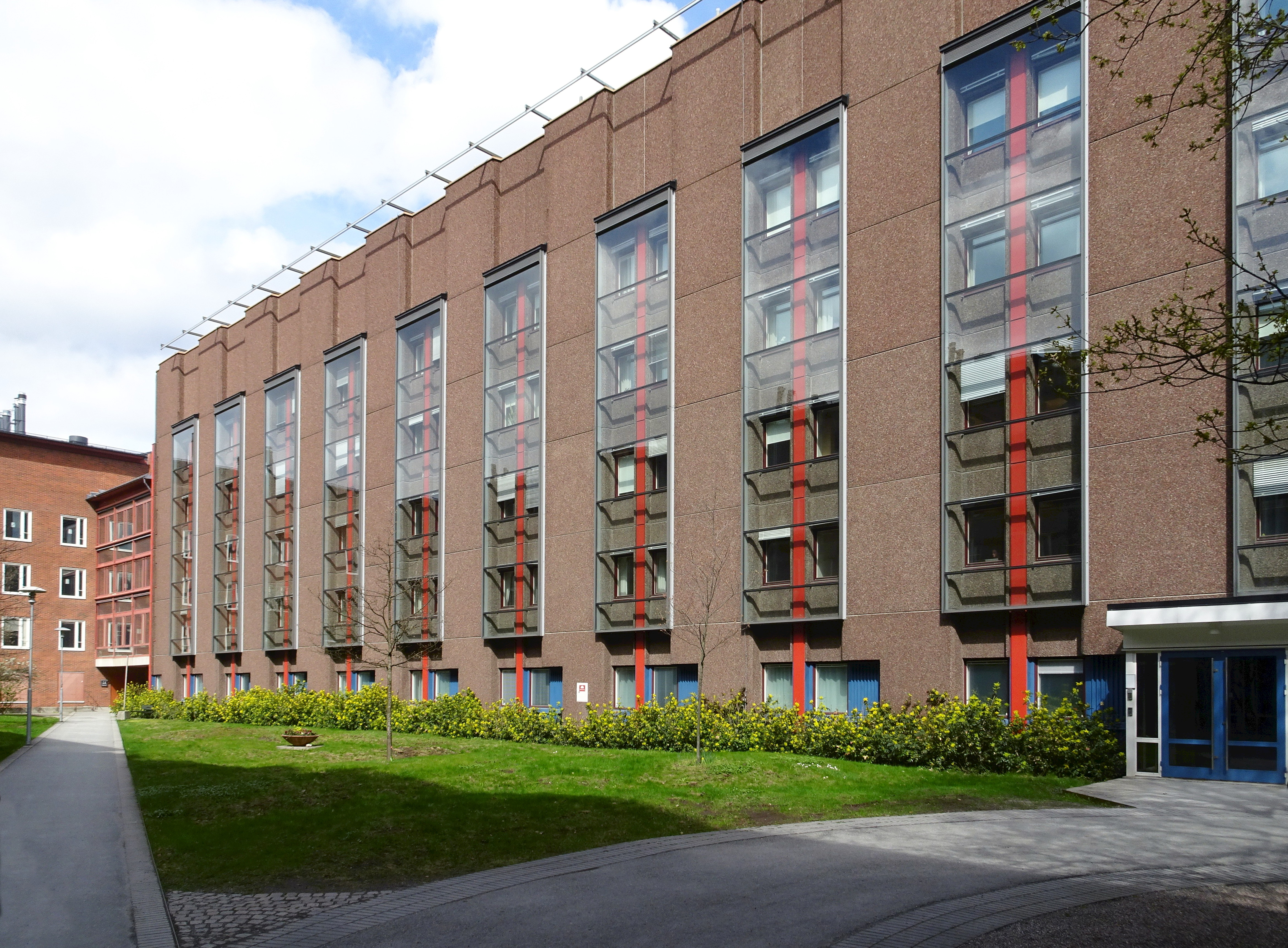
Berzeliuslaboratoriet.

Nya byggnader på Campus Solna
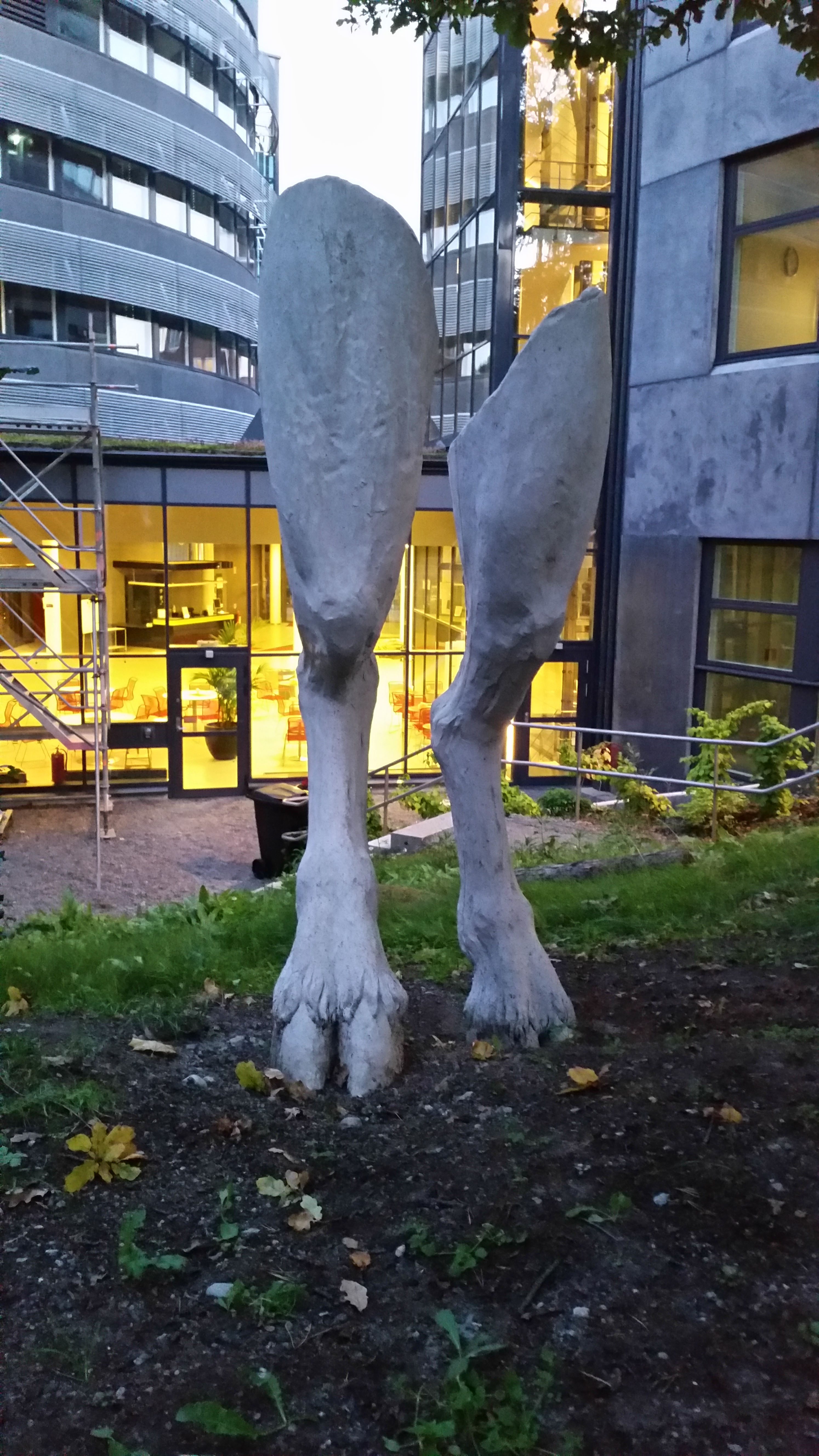
Läckage i oskuldens trädgård, av Thale Vangen 2014.
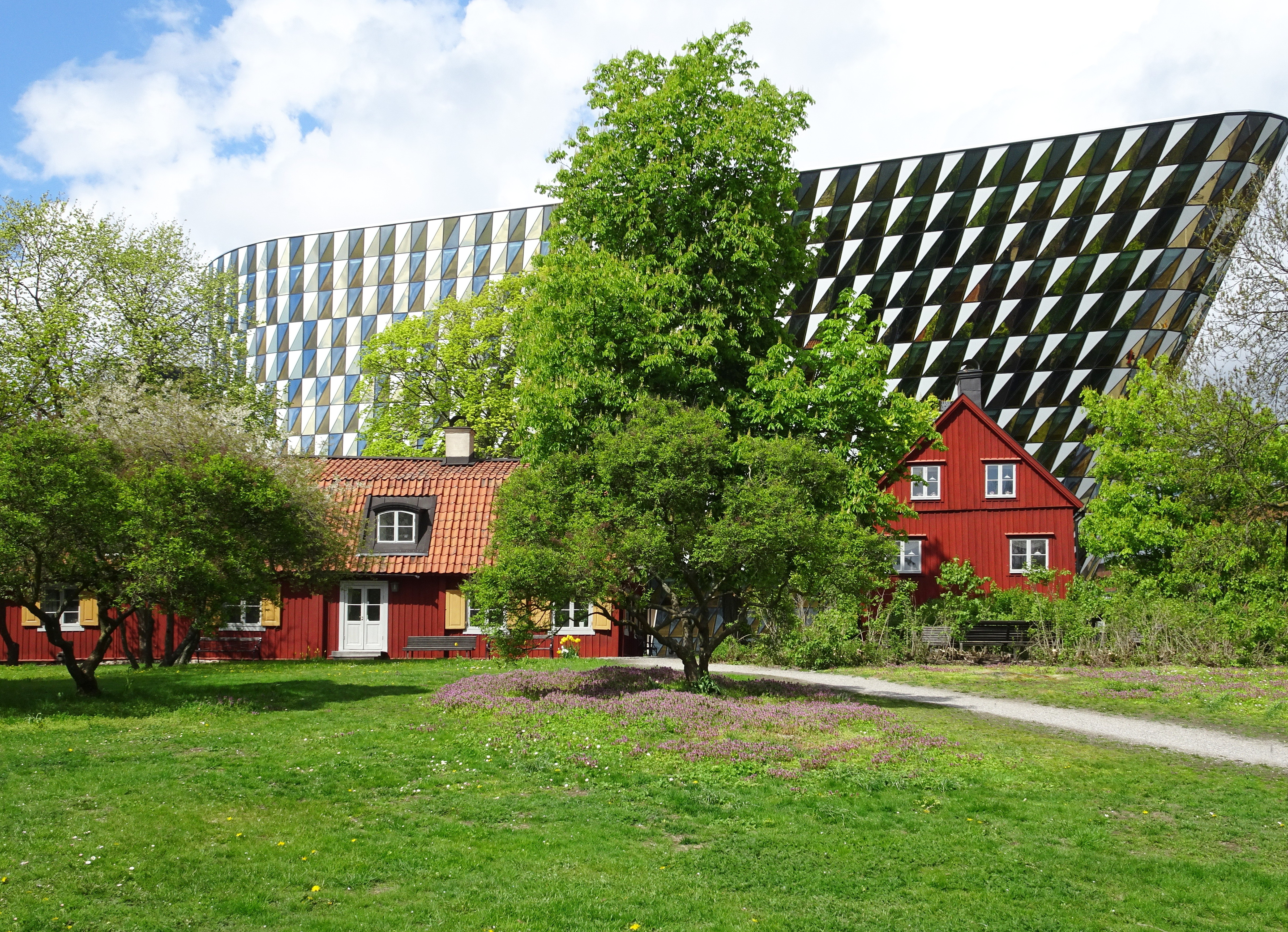
Aula Medica och Gården Stenbrottet.
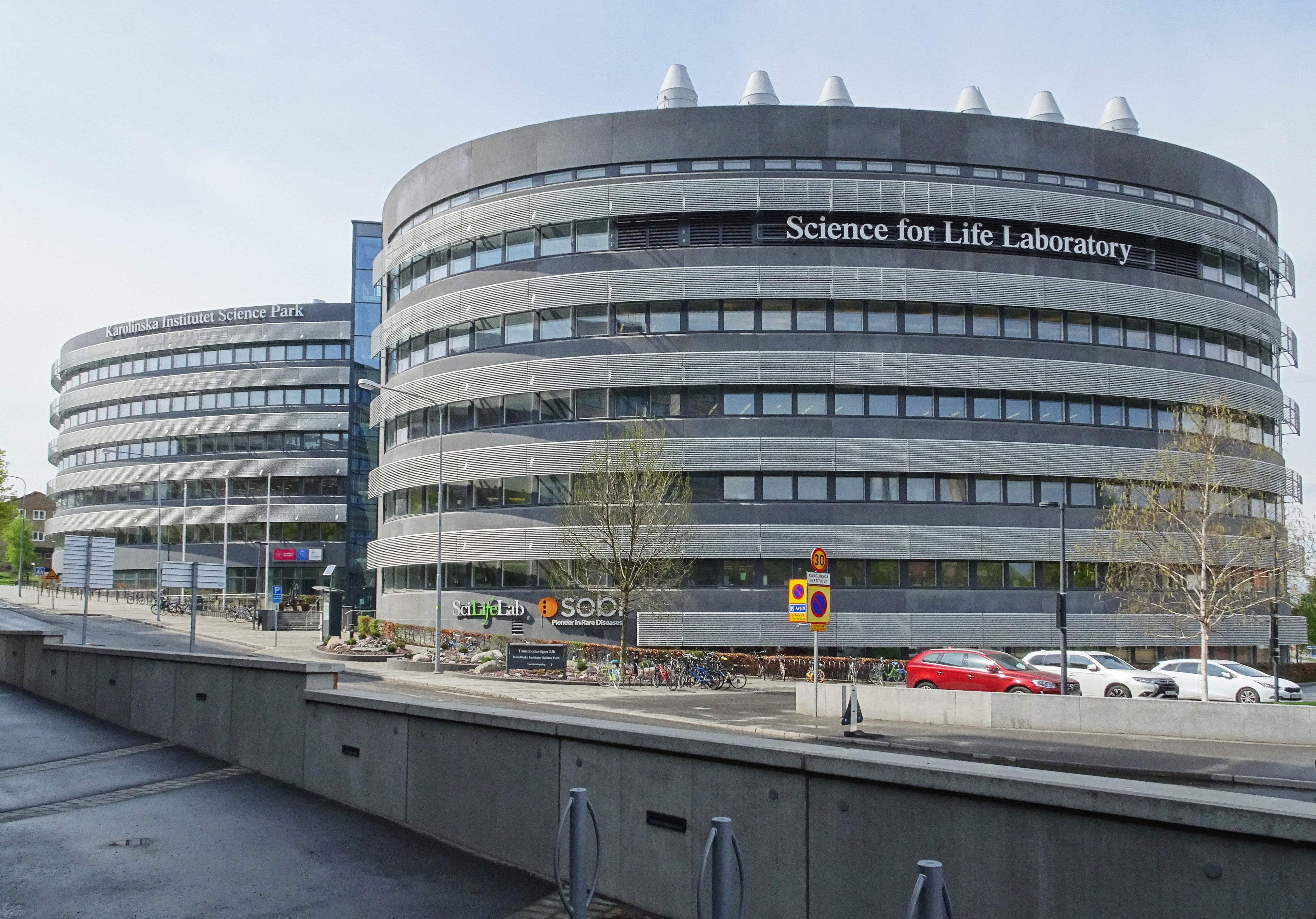
Karolinska Institutet Science Park.
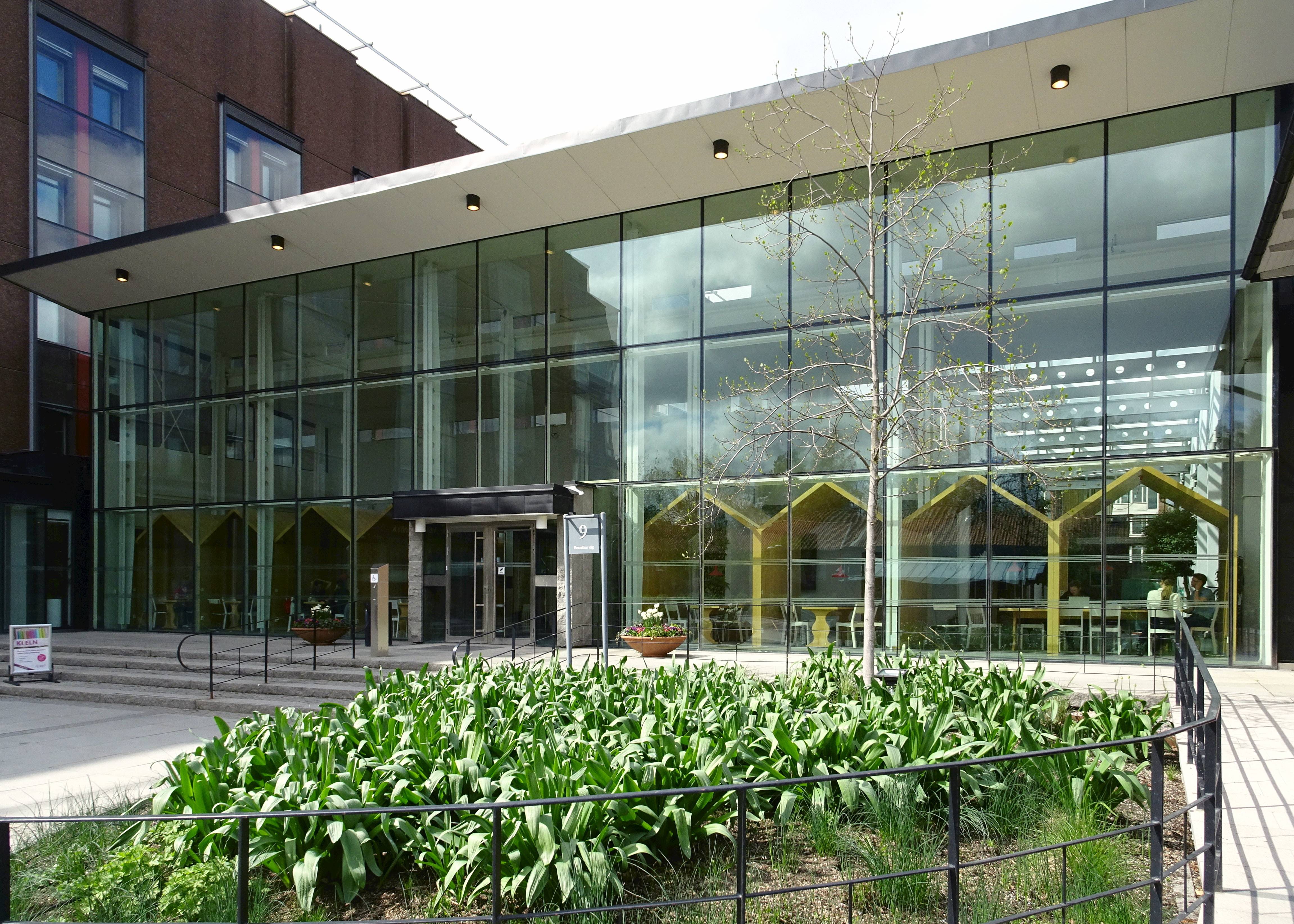
Berzeliuslaboratoriets entréhall.
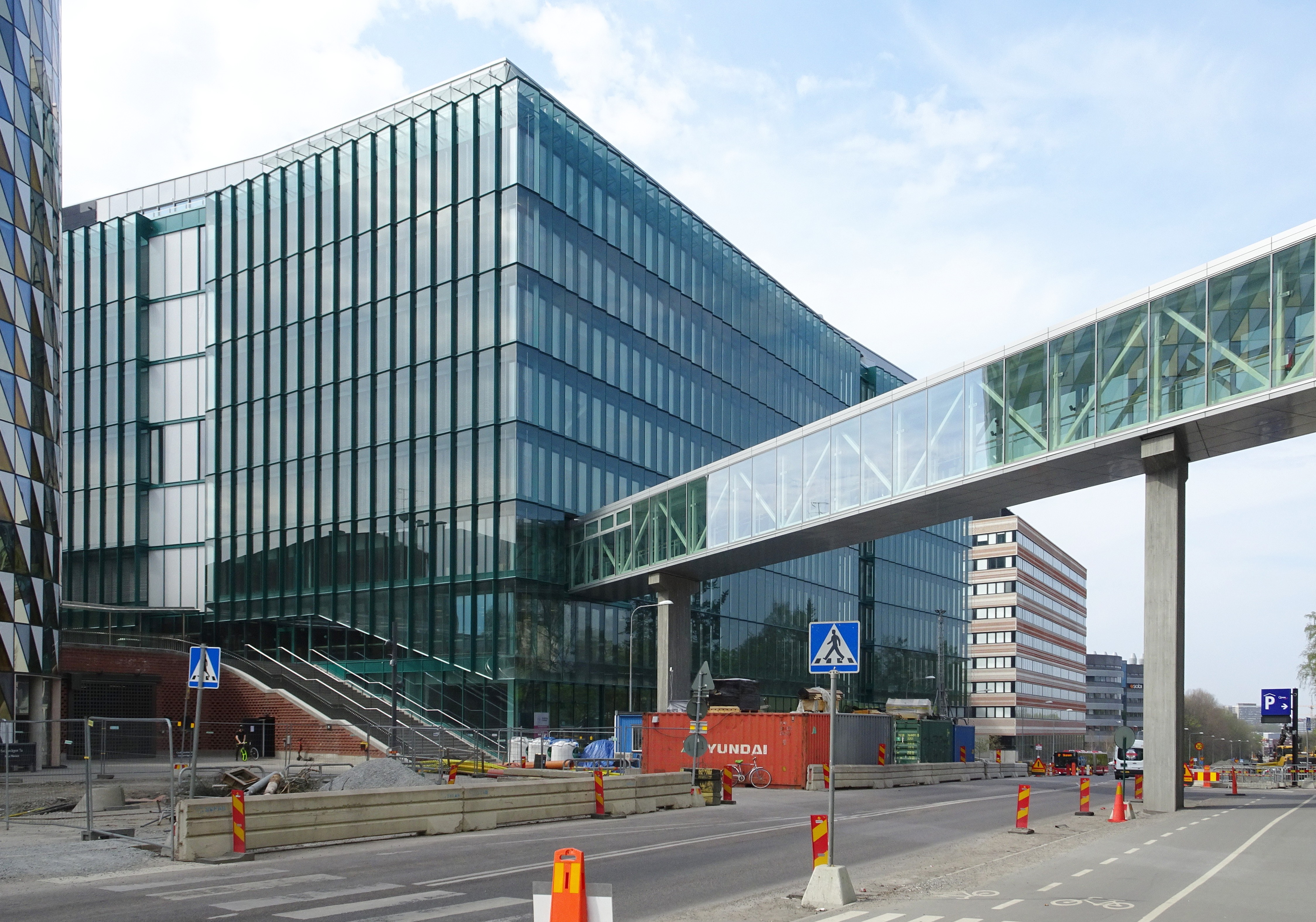
Biomedicum.
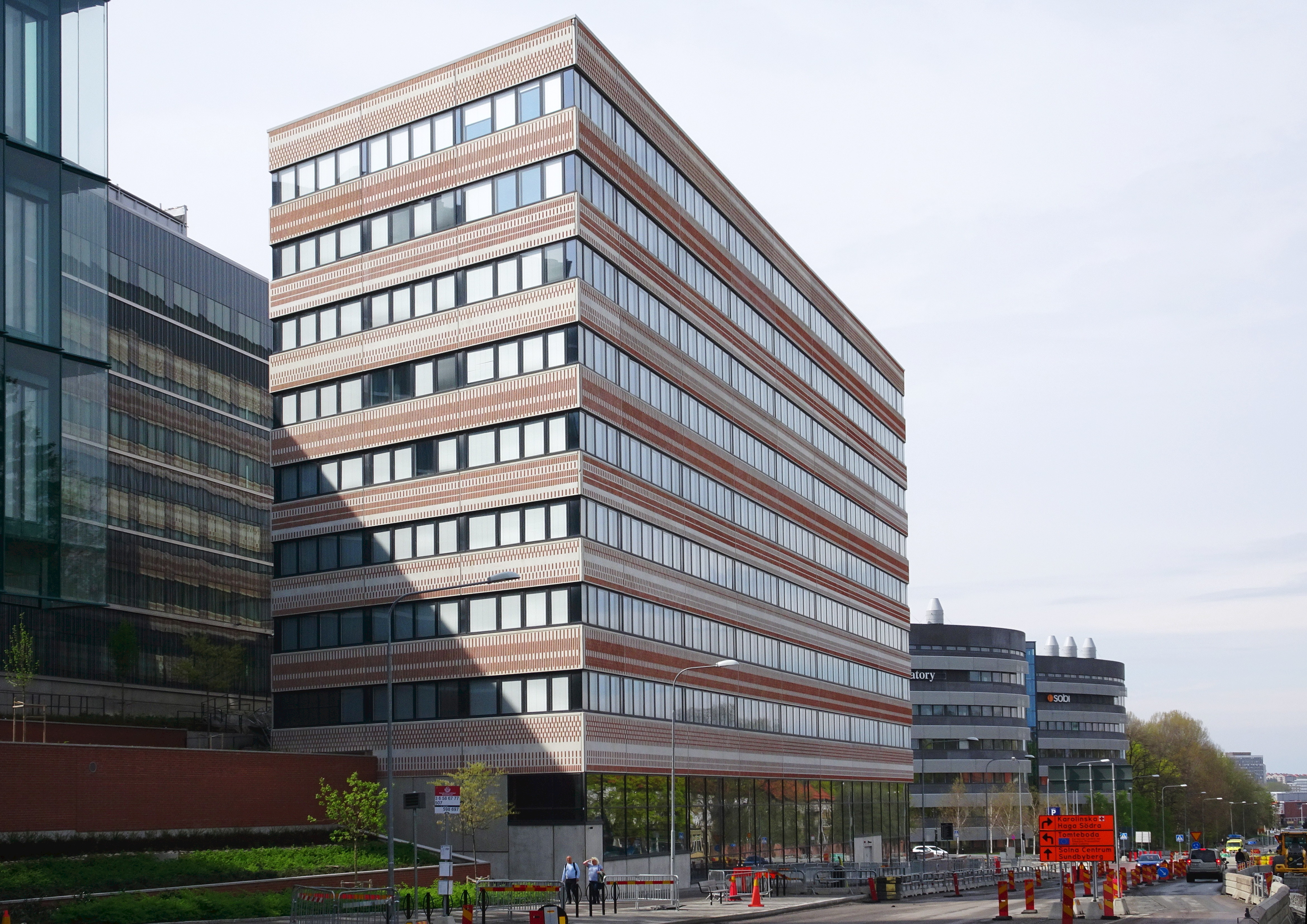
Widerströmska huset.